# تئودوریاس
تئودوریاس (به یونانی: Θεοδωριάς) نام یکی از استان‌های امپراتوری بیزانس بود که در سال ۵۲۸ میلادی توسط امپراتور وقت، ژوستینیان یکم، پایه‌گذاری گردید و او آنجا را به افتخار همسرش امپراتریس تئودورا، تئودوریاس نامید. این استان منطقهٔ ساحلی کوچکی را شامل می‌شد که از استان‌های پیشین سیریا پریما و سیریا سکوندا حاصل شده بود. مرکز استان تئودوریاس شهر لودیسیا بود و شهرهای پالتوس، بالانیا و گابالا نیز در این استان قرار داشت. همچنین این شهرها از نظر مذهبی همچنان تابع اسقف‌های سیریا پریما و سیریا سکوندا بودند.
استان تئودوریاس تا دههٔ ۶۳۰ میلادی که مسلمانان موفق به فتح سوریه شدند به حیات خود ادامه داد.